# Семишкін Володимир Олексійович
Володи́мир Олексі́йович Семишкін — солдат Збройних сил України.

## Нагороди
За особисту мужність і героїзм, виявлені у захисті державного суверенітету та територіальної цілісності України, вірність військовій присязі під час російсько-української війни нагороджений
- орденом «За мужність» III ступеня (23.4.2015).